# 二二八事件的影響
二二八事件的影響是指在1947年2月27日至5月16日臺灣發生二二八事件後，對於不同層面的影響。

## 白色恐怖

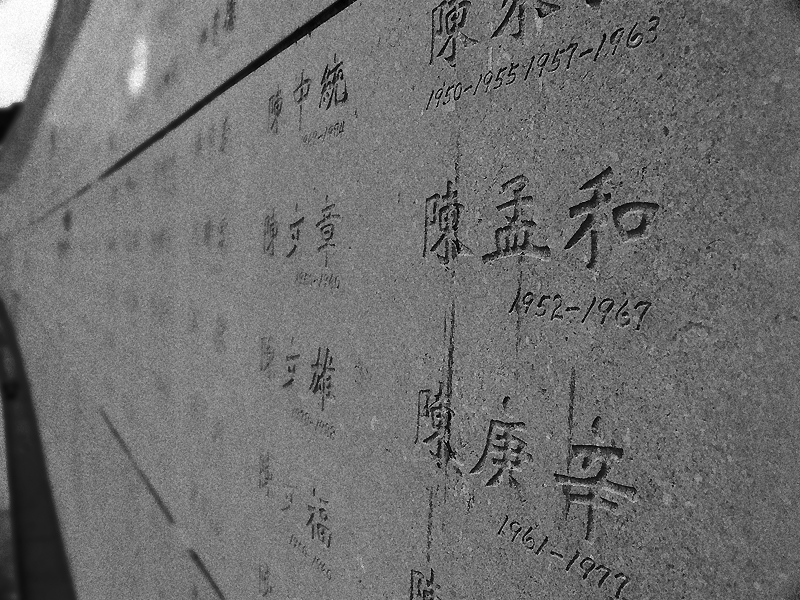
二二八事件結束後，隨後的臺灣白色恐怖時期造成大量民眾喪生。

1949年8月以後，中國國民黨掌控的中華民國政府遷往臺灣地區:186-192、204-208，大量部隊與中國大陸民眾跟進撤退:155-161，美國則在韓戰後選擇支持中華民國政府:163-168。由於海峽兩岸仍相互軍事對峙，臺灣地區進入長達38年的戒嚴統治；期間限制新聞、言論、集會等自由，並運用軍警情治單位逮捕異議人士、臺灣獨立運動者和共產主義成員，社會處於白色恐怖。雖然為了安撫民心，政府對部分情節輕微的二二八事件嫌疑犯放寬處刑，但許多人之後重新因為事件而遭叛亂罪逮捕或處決:186-192:32-35。許多二二八事件受害者和相關親人也遭到警備總司令部監視，並有員警與憲兵進行身家訪問調查。
雖然政府在1951年舉辦首次縣市長選舉 :173-176，蔣中正在檢討在中國共產黨對抗中失敗的原因後，決定拔除中央與地方舊有派系的勢力:91-93，重新確立個人威權地位:86-90。因為政府對異議人士的逮捕和壓制，許多地方人士也對政治感到不信任，不再參與體制內的選舉:80-86:204-208:39-40。中國國民黨則有效掌控政治、經濟與軍事資源，得以進行一黨專政統治，並在三民主義青年團失勢後開始發展自身地方勢力:86-90。在政府控制社會思想下，雖然經濟仍面臨通貨膨脹的壓力:176-179，相關批評與反對行動因政府高壓統治而大幅減少:39-40，且政府更能有效提出土地改革並發展國營企業:179-182。
但此舉也造成中國國民黨內部逐漸趨向保守，一方面長期壓制民間發起的民主運動；除了限制言論自由並查禁黨外運動雜誌外，還陸續以雷震事件、中壢事件、美麗島事件等打壓自由主義者與反對派人士行動:86-90。另一方面為了維護地方穩定發展，則以經濟利益等攏絡各地方派系:86-90。其中透過允許經濟特權的方式，使得地方派系能夠在選舉期間協助動員群眾、匯集選票等:86-90。同時政府也積極透過學校教育等機關推廣中華文化，試圖藉此提升中國正統意識，但反而讓臺灣本土文化則相對遭到壓抑:91-93。

## 政治發展
廖文毅於二二八事件發生當時組成「台灣二二八慘案聯合後援會」，主張撤辦陳儀及取消專賣，遭陳儀發佈通緝。1948年9月，廖文毅在提供給聯合國的英文備忘錄上，清楚表達臺灣獨立的主張，此為為臺灣人在戰後首度向國際社會宣示臺灣獨立的序幕。

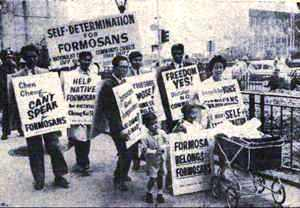
1961年8月4日，行政院長陳誠在紐約聯合國大會發表演說，「台灣獨立聯盟」 (Note: 台灣獨立聯盟（United Formosans For Independence），簡稱UFI，1956年由五名台灣留美學生成立，1958年更名UFI。)前往示威抗議，批評陳誠無法替台灣人說話（can't speak for Formosans），並要求自由（Freedom）與台灣人民決定自己的命運（Self-determination for Formosans）。後於1964年2月底，「台灣獨立聯盟」發動美東留學生前往華府中華民國駐美大使館舉行大規模「二二八示威」。

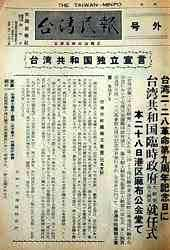
廖文毅於1956年2月28日（二二八革命第九周年紀念日）於日本東京成立台灣共和國臨時政府，公布獨立宣言並創設機關報《臺灣民報》，是台灣史研究學者所公認1950年代最重要的一個海外台灣獨立運動團體。

二二八事件是臺灣歷史上死傷極多、影響深廣的歷史事件:5-6，政治、教育和文化等層面皆受影響:77-79。由於隨後進入白色恐怖時期，民眾面臨遭政府逮捕和處刑的威脅:5-6，及連坐法與告密等影響:275-282，社會大眾對政治議題轉為疏離與冷漠，連帶讓二二八事件成為政治禁忌:5-6、77-79。另一方面，二二八事件也導致知識份子參與政治或發表意見的趨勢衰減:77-79，陸續退出學術界、教育界、文化界、演藝界、新聞傳播、政治界等領域。由於許多地方人士對政治感到恐懼與冷漠，及社會菁英不願參與政治，也有益於中國國民黨為首的中華民國政府在臺灣地區實行一黨專政。
而後來的土地改革及白色恐怖，也讓過往由士紳地主領導的地方政治逐漸改變:80-86:39-40。當中中國國民黨支持許多毫無政治經驗者，經地方選舉與行政管道提拔:80-86，壟斷地方政治與經濟資源，各地土豪地痞、黑道流氓、地方政客逐漸介入地方政治:204-208:39-40。在事件發生之後，政府於公務人員高等考試與公務人員普通考試中採取分省區定額錄取制度，藉由原來各省區間的人口比例分配不同省籍的錄取名額，讓外省籍考生相對於臺灣籍考生擁有更多錄取名額。公務人員特種考試儘管沒採取該制度，但1958年至1981年間仍實質上由外省籍考生掌握優勢，這讓錄取公務人員以外省籍人士居多。
同時二二八事件的爆發，讓臺灣人與外省人間的省籍情結得到強化，影響人們的政治傾向與價值觀念:77-79。由於臺灣社會長期遭政府高壓統治，部分臺灣人和外省人間的嫌隙與迫害感加深，進而提出臺灣人獨自建立自己國家的主張:77-79。這也導致託管論點從原先解決貪腐政府轉向建立獨立政府，並有民眾在海外發起臺灣獨立運動:77-79:39-40:223-225，包括廖文毅在1948年成立台灣再解放聯盟、王育德在1960年成立台灣青年社、4個團體在1970年合組台灣獨立聯盟等:168-172，少部分共產主義者則是前往中華人民共和國發展:204-208:572-585。